# مارجوري هان
مارجوري هان (بالإنجليزية: Marjorie Hahn) هي لاعبة كرة مضرب ورياضياتية أمريكية، ولدت في 30 ديسمبر 1948.

## التعليم
أنهت مولي غرين هان دراستها الجامعية في جامعة ستانفورد Stanford University، وقد تخرجت في عام 1971 مع مرتبة شرف. ثم تابعت الدراسات العليا في معهد ماساتشوستس للتكنولوجيا Massachusetts Institute of Technology.
تزوجت من بيتر فلورين هان Peter Florin Hahn عام 1971، وقد كان طالب دراسات عليا في الرياضيات في جامعة هارفارد Harvard University، ثم توجه إلى العمل في اختصاص الأشعة في جامعة هارفارد.
بعد ذلك، أكملت مارجوري هان دراساتها العليا وحازت على شهادة الدكتوراه في عام 1975. أشرف على أطروحتها ريتشارد دانلي Richard M. Dudley وكانت بعنوان مبرهنات النهاية المركزية للمتغيرات العشوائية للأعداد المقيمة بـ (0.1). شغلت منصب أستاذة مساعدة في الرياضيات في جامعة تافتس عام 1977، وحصلت على منصب وترقية إلى رتبة أستاذ مشارك في عام 1981 بعد أربع سنوات فقط، وترقّت إلى أستاذة في عام 1987.

## مسيرتها الأكاديمية
بعد إنهائها دراسة ما بعد الدكتوراه في جامعة كاليفورنيا بيركلي University of California، Berkeley أصبحت هان عضوًا في هيئة التدريس في جامعة تافتس وأشرفت على أطروحات 16 طالب دكتوراه و 10 طلاب ماجستير أثناء عملها في الجامعة وكانت بذلك أكثر شخص في القسم يشرف على أطروحات الدكاترة. وفي عام 1985 انتُخبت هان لتكون زميلة في معهد الإحصاء الرياضي ثم تقاعدت في عام 2016 وشغلت منصب أستاذة مساعدة.

## كرة المضرب
كانت هان أيضًا لاعبة كرة مضرب، بدأت بلعب كرة المضرب في عمر 12 عامًا فقط. وقد لعبت في فريق ستانفورد من عام 1967 إلى عام 1971، بعد ذلك تنازلت هان عن فرصتها في لعب كرة المضرب باحتراف وذلك لرغبتها في متابعة عملها في مجال الرياضيات. وفي عام 2006 أُضيف اسمها إلى قاعة مشاهير نيو إنجلاند New England في جمعية الولايات المتحدة لكرة المضرب.
مثّلت هان الولايات المتحدة في مسابقة دولية لكبار السن للفوز بكأس أليس ماربل Alice Marble في عام 2008 -سمّي الكأس على اسم لاعبة كرة مضرب أمريكية فازت بـ 18 بطولة جراند سلام Grand Slam- وساعدت مارجوري هان فريقها على الفوز بالميدالية الفضية. وفي عام 2017 كانت جزءًا من فريق أمريكي فاز بكأس كيتي جودفري Kitty Godfrey للسيدات اللاتي أعمارهن 65 سنة أو أكثر في بطولة العالم لكبار السن في الاتحاد الدولي لكرة المضرب.
قالت هان مقارنةً بين الرياضيات وكرة المضرب: «قد تجتهد لإثبات الأشياء في الرياضيات خطوة بخطوة في محاولة لإعداد طريقة منطقية. إنني أقترب من كرة المضرب باستخدام هذه الخطة ثم أضبطها بسرعة».

## إنجازاتها
إنجازات هان العلمية مثالية فقد كتبت 63 مقالة في مجموعة من المجالات بدءًا من الاحتمالات إلى المعادلات التفاضلية التصادفية، والكثير منها في مجالات الدراسات العليا. ونظمت 20 سلسلة من الندوات والمؤتمرات وورش العمل والدورات. وكانت محررة مشاركة في مجلة حوليّات الاحتمالات وهي إحدى المجلات الرائدة في هذا المجال، وكانت تعمل في لجان معهد إحصاءات الرياضيات والمجلس القومي للبحوث.
تحظى هان بتقدير كبير كمستشارة لطلاب الدراسات العليا لدرجة أنها حصلت على جائزة توجيه أعضاء هيئة التدريس الافتتاحية من كلية الدراسات العليا للفنون والعلوم في عام 2008 Graduate School of Arts and Sciences.
شاركت في كتابة كتاب ما وراء المثلث Beyond the triangle بالتعاون مع كاي كوباياشي Kei Kobayashi وصابر اوماروفSabir Umarov ويتمحور الكتاب حول الحركة البراونية وحساب التفاضل والتكامل ومعادلة فوكر بلانك والتعميمات الكسرية. يشرح هذا الكتاب العلاقة الأساسية بين ثلاثة أشياء: العمليات التصادفية، المعادلات التصادفية التفاضلية المرتبطة بمعادلات فوكر-بلانك - كولموجوروفFokker-Planck-Kolmogorov (وهي معادلة تصف التطور الزمني «التغير خلال الزمن» لتابع الكثافة الاحتمالية لسرعة جسيم ما). ويناقش التعميمات الكسرية الواسعة لهذه العلاقة الأساسية الثلاثية.
وقد قدمت هان مساهمة كبيرة في نظرية الاحتمالات، ليس فقط من خلال بحثها بل ومن خلال جلب العديد من خبراء الاحتمالات الجدد.

## منشوراتها
منشورات في الاحتمالية
- التحليل التصادفي: المعادلات التفاضلية التصادفية، العمليات التصادفية المتغيرة زمنيًا.
- فئات العمليات التصادفية.
- مبرهنات النهاية المركزية التجريبية.
- تقريب المبالغ الجزئية.
- نظريات المطابقة.
- قوانين العامل الثابت.
- الثوابت.
- المجموعات التصادفية.
- مبرهنات النهاية المركزية.
- إعادة بناء القوانين من الاحتمالات.

منشورات في الإحصاء
- التباعد.
- مقوّمات القيمة العظمى للاحتمال.